# エルネスト・ファン・デル・エイケン
エルネスト・ファン・デル・エイケン（オランダ語: Ernest Jozef Leo van der Eyken、1913年7月23日 - 2010年2月6日）は、ベルギーの作曲家・指揮者・ヴィオリスト。

## 経歴
1913年、アントウェルペンで生まれた。5歳でシント＝トロイデンの音楽アカデミーに入り、7歳でアントワープ王立音楽院の音楽理論のクラスに入った。1930年に学位を取得し、さらに翌年にはヴィオラの学位も取得した。その他にも室内楽、指揮、和声についても学んだ。また個人的にアウグスト・デ・ブークに対位法とフーガを、ポール・ジルソンに管弦楽法を学んだ。第二次世界大戦中にはオーストリアのザルツブルクでクレメンス・クラウスとヨーゼフ・マルクスから指揮のレッスンを受けた。
演奏家としては1930年にヴィオラ奏者としてデビューし、アントウェルペンの主要オーケストラで演奏。1942年から1944年までフランドル歌劇場の副指揮者を務めた。1952年から1970年までエケレン音楽院でヴァイオリンと室内楽を教えた。
またアントウェルペン室内管弦楽団を設立して指揮を担当した。1960年代にはVRTの音楽番組の制作責任者を務めた。さらに1963年から1976年までアントウェルペンユースオーケストラを指揮し、ロイヤル・フランダース・フィルハーモニー管弦楽団やVRTオーケストラにも客演した。

## 作曲作品とその特徴
作品は120曲ほどあり、フランドル地方の後期ロマン派音楽と20世紀のモダニズムの第一波の影響を受けている。

## 文献
- Jozef Robijns, Miep Zijlstra: Algemene muziekencyclopedie, Haarlem: De Haan, (1979)-1984, ISBN 978-90-228-4930-9
- Karel De Schrijver: Levende componisten uit Vlaanderen, 2 vols., Leuven : De Vlaamse Drukkerij, 1954–1955
- Wolfgang Suppan, Armin Suppan: Das Neue Lexikon des Blasmusikwesens, 4. Auflage, Freiburg-Tiengen, Blasmusikverlag Schulz GmbH, 1994, ISBN 3-923058-07-1
- Wolfgang Suppan: Das neue Lexikon des Blasmusikwesens, 3. Auflage, Freiburg-Tiengen, Blasmusikverlag Schulz GmbH, 1988, ISBN 3-923058-04-7
- Wolfgang Suppan: Lexikon des Blasmusikwesens, 2. eränzte und erweiterte Auflage, Freiburg-Tiengen, Blasmusikverlag Fritz Schulz, 1976